# Shin’ya Awatari
Shin’ya Awatari (japanisch 阿渡 真也 Awatari Shin’ya; * 7. Juni 1990 in der Präfektur Kanagawa) ist ein japanischer Fußballspieler.

## Karriere
Awatari erlernte das Fußballspielen in der Schulmannschaft der Kashima Gakuen High School und der Universitätsmannschaft der Meiji-Universität. Seinen ersten Vertrag unterschrieb er 2013 bei Zweigen Kanazawa. Der Verein aus Kanazawa spielte in der dritthöchsten Liga des Landes, der Japan Football League. Am Ende der Saison 2013 stieg der Verein in die dritte Liga auf. 2014 wurde er mit dem Verein Meister der dritten Liga und stieg in die zweite Liga auf. Für den Verein absolvierte er 96 Ligaspiele. 2018 wechselte er zum Drittligisten Fujieda MYFC. Für Fujieda absolvierte er 31 Ligaspiele. Im Januar 2020 nahm ihn der Viertligist ReinMeer Aomori FC unter Vertrag. Für den Klub aus Aomori stand er zwölfmal in der vierten Liga auf dem Spielfeld. Veroskronos Tsuno, ein Regionalligist aus Tsuno, verpflichtete ihn im Januar 2021. Mit dem Verein spielt er in der Kyushu Soccer League.

## Erfolge
Zweigen Kanazawa
- Japanischer Drittligameister: 2014